# Zaanse Schans

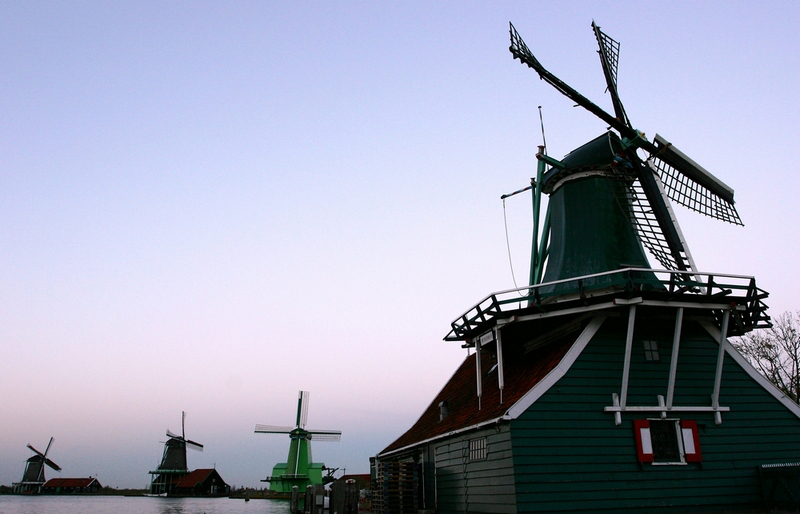
De molens bij zonsondergang; vooraan Mosterdmolen De Huisman.

De Zaanse Schans is een in 1963 opgerichte historische Zaanse buurt in de gemeente Zaanstad met daarheen verplaatste rijksmonumentale houten gebouwen en industriemolens uit de Zaanstreek. In de loop der tijd is het aangevuld met diverse cultuurhistorische musea, ambachtswinkels en horeca. Het ligt in de Kalverpolder, een beschermd veenweidelandschap aan de Zaan, tegenover het dorp Zaandijk. Dit architectonische reservaat voor Zaanse houtbouw is vanwege de architectuurhistorische en landschappelijke waarde een beschermd dorpsgezicht. Het ontwikkelde zich tot internationale toeristische bestemming met jaarlijks enkele miljoenen bezoekers: in 2016 waren er 1,8 miljoen, in 2017 2,2 miljoen. In 2024 was het aantal gestegen tot 2,6 miljoen.

## Naamgeving
De buurt is in 1961 vernoemd naar de schans die Diederik Sonoy, gouverneur in dienst van Willem van Oranje, in 1574 liet bouwen om de Spaanse troepen tegen te houden. 

## Geschiedenis

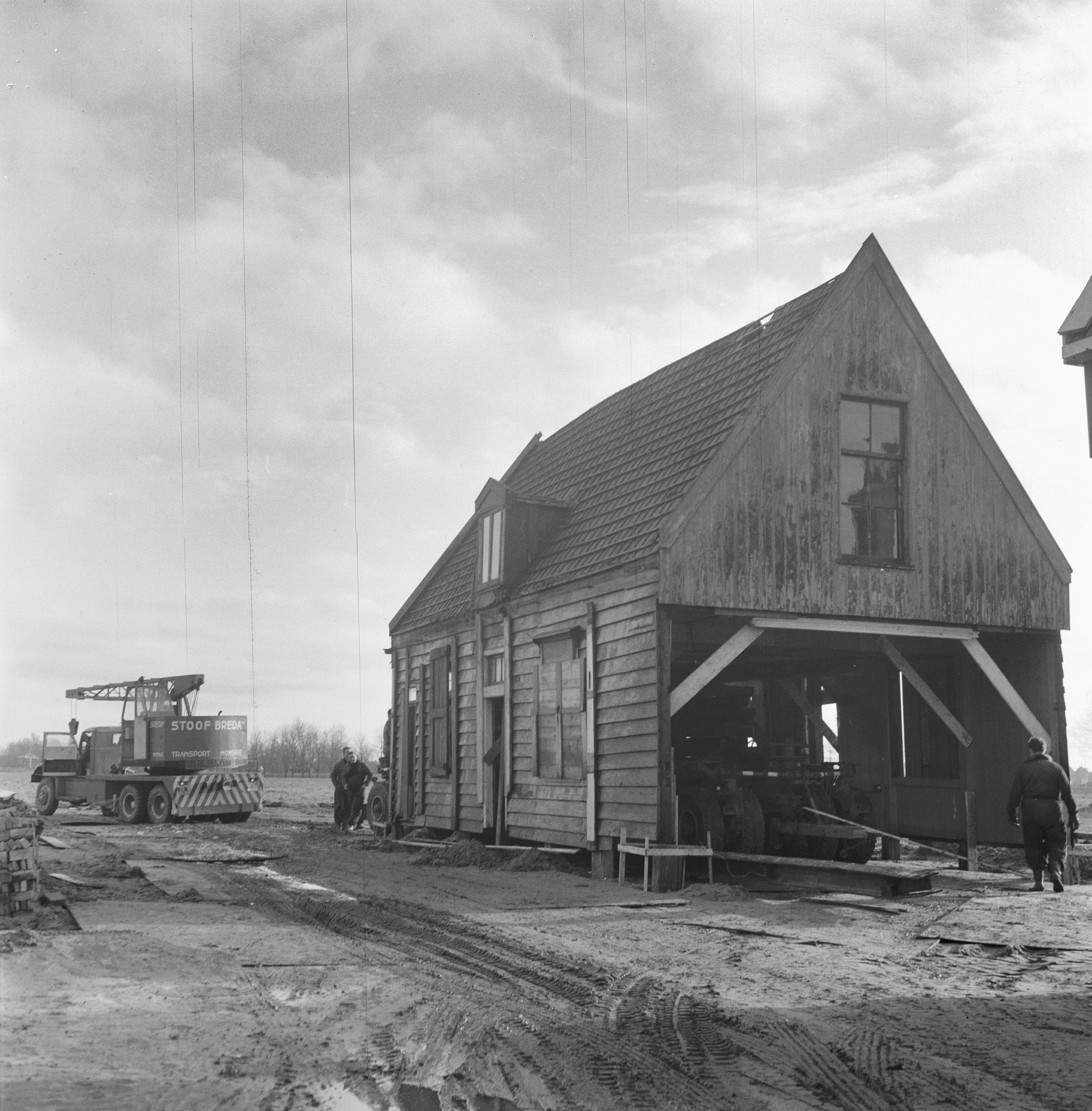
Houten huis tijdens plaatsing aan Zaanse Schans

Bewustwording van het Zaans erfgoed ontstond tijdens de Tweede Wereldoorlog in Nederland. In 1938 werd in het Nederlands Openluchtmuseum al de Zaanse buurt opgezet met vier verplaatste woningen. In 1946 werd het burgerinitiatief 'Zaans Schoon' opgericht om woonbuurt de Gortershoek te behouden. Job Duyvis, Evert Smit, architect Jaap Schipper, rijksarchivaris Johan Groesbeek en houtbouwkenner Theo van der Koogh waren bij dit initiatief betrokken.
Om zoveel mogelijk Zaanse houtbouw te behouden werd in 1949 gekeken naar een aparte buurt om de huizen heen te verplaatsen. Haaldersbroek bij de Kalverpolder en het gebied rond het Eerste Ezelspad en het Weeshuispad in Zaandijk kwamen aanvankelijk in aanmerking. Niet alle bebouwing daar werd authentiek genoeg bevonden en het oog viel daarom op de Kalverpolder, die zich bovendien tegenover Gortershoek bevond waardoor een natuurlijk ensemble zou ontstaan.
In 1952 werd door architect Jaap Schipper op de tentoonstelling Oud Zaandam in 1952 een maquette getoond hoe het Zaans Buurtje eruit zou kunnen zien. In de maquette werden vier soorten bebouwing onderscheiden: bebouwing aan de Zaanoever, de bebouwing op de Zaandijk, de overtuin en de arbeiderswoningen aan de overzijde van een afwateringssloot ontsloten door kwakels. De gemeente en de provincie gingen niet aanstonds akkoord. Het ontbrak volgens hen aan een 'Zaanse plattegrond', het buurtje was opgezet als een driehoekige dorpskom zonder de karakteristieke kamstructuur van een dijklint met zijpaden en zicht op de Kalverpolder. Na bijstelling werd het plan voorgelegd aan de Rijksdienst voor de Monumentenzorg die aanvankelijk subsidiëring afwees omdat de monumenten verplaatst zouden worden. Bewoning van de panden werd door monumentenzorg als voorwaarde gesteld en de gemeente bedong een parkeerterrein voor de toeristen. In 1956 was het plan goedgekeurd. In 1957 werd de grond bouwrijp gemaakt, een fabriekscomplex gesloopt en opgekochte panden opgeslagen in een loods. In het plan was plaats voor 43 panden en een molen.
Vanaf 1963 werden vele oude houten gebouwen uit de Zaanstreek met diepladers naar het uitbreidingsplan Zaanse Schans gebracht en in oude luister hersteld. Verplaatsing per dieplader had de voorkeur om zoveel mogelijk de houten authenticiteit van een pand te bewaren. Wel werd gekozen voor beton als fundering in plaats van traditionele houten palen met kespen. Voor de bewoning van het buurtje ontstonden lange inschrijvingslijsten. Rond 1970 waren vijftien woningen herbouwd.
Aanvankelijk opgezet als woonbuurt trok het buurtje steeds meer toeristen waarop het niet berekend was. Er werd gekeken naar Colonial Williamsburg als toeristische levende buurt. Tussen 1970 en 1974 werd het plan hierop uitgebreid met historische gebouwen (restaurant 'De Kraai', pakhuis 'De Lelie' en 'De Bezem') en enkele replica's geschikt voor horeca en toerisme. Ook werd een extra parkeerterrein aangelegd op de plek waar aanvankelijk een school zou komen. Vanaf 1976 was de Zaanse Schans als toeristische bestemming een feit.
Ook enkele molens zijn verplaatst. Alleen de onderbouw van de verfmolen de Kat (oorspronkelijk een oliemolen) en van de oliemolen de Bonte Hen, alsmede de oliemolen de Os staan nog op hun oorspronkelijke erf. Ook later zijn regelmatig gebouwen naar de Zaanse Schans verplaatst.
In 1982 werd Gortershoek aangewezen als een beschermd dorpsgezicht, de Zaanse Schans volgde in 2010. Doordat de buurt niet was opgezet als een museum is een verdienmodel ontstaan gebaseerd op contracten met internationale touroperators, parkeergelden en gratis musea met een daaraan gekoppelde winkel voor het betreffende streekproduct.

## Overtoerisme
De Zaanse Schans trekt buitenlandse toeristen vanuit Amsterdam, en in het voorjaar gecombineerde bezoeken met de Keukenhof. In 2019 constateerde de gemeente dat de bezoekersaantallen problematisch werden voor de leefbaarheid, veiligheid en beleving en heeft voorgesteld de groei te temperen en een omslag te maken van sightseeingtoeristen naar cultuurtoeristen. Over hoe de toekomst ingevuld moet worden in de buurt staan de meepratende partijen tegen over elkaar. Het erfgoed en de leefkwaliteit voor bewoners dreigen ernstig aangetast te worden door overtoerisme.
Om de impasse tussen partijen in de buurt te doorbreken werd Johan Remkes aangetrokken om te bemiddelen. Hij deed aanbevelingen om het leven op de Schans én de toegenomen toeristenstroom te kanaliseren. Na een dip in het aantal bezoekers tijdens de coronacrisis was dit in 2022 weer op het oude peil. In 2024 kwamen er jaarlijks 2,6 miljoen mensen naar de Schans. Volgens de gemeente is het na de Efteling en Rijksmuseum Amsterdam de populairste dagtrip in Nederland.

### Zaanse Schans vanaf 2026 niet langer gratis toegankelijk
In 2024 werd een proef gehouden voor het betalen van entree voor de attracties. De gemeente Zaanstad heeft het voornemen om, na goedkeuring door de gemeenteraad, vanaf 2026 entree te gaan heffen voor toeristen die de Zaanse Schans bezoeken. Het gebied zal in verband hiermee - behalve voor bewoners van Zaanstad en Wormerland en hun bezoekers - niet langer vrij toegankelijk zijn. Voor diverse doelgroepen worden uitzonderingen gemaakt. Gedacht wordt aan een entreebedrag van 17,50 euro. De opbrengsten zouden ten goede moeten komen aan het onderhoud en herstel van de monumentale bebouwing.

## Bezienswaardigheden

### Musea
Op het terrein bevinden zich meerdere kleinere en grotere musea:
- Zaans Museum
- Molenmuseum
- Museum Zaanse Tijd
- bakkerijmuseum In de Gecroonde Duyvekater
- Museumwinkel Albert Heijn

### Ambachtelijke bedrijven
- de kaasmakerij De Catherinahoeve
- een scheepswerf
- Klompenmuseum en klompenmakerij
- proeflokaal en slijterij De tweekoppige Phoenix
- restaurant/brasserie d' Hoop op de Swarte Walvis
- een kuiperij
- een wevershuis

### Molens
Aan het water van de Zaan staan van zuid naar noord:
- Specerijenmolen De Huisman
- Houtzaag-paltrokmolen De Gekroonde Poelenburg
- Verfmolen De Kat
- Oliemolen De Zoeker
- Bovenkruier-houtzaagmolen Het Jonge Schaap (replica van een voormalige molen uit 1680)
- Oliemolen De Os (molenromp met binnenwerk)
- Wiphoutzaagmolen Het Klaverblad
- Oliemolen De Bonte Hen

Enkele molens, waaronder de Kat en Het Jonge Schaap, zijn opengesteld voor publiek.
Voorts staan over het terrein verspreid:
- Wipmolen/weidemolen De Hadel
- Biksteen- en slijpmolen De Windhond
- Weidemolen Het Zwarte Kalf
- Weidemolen de Kaatmolen

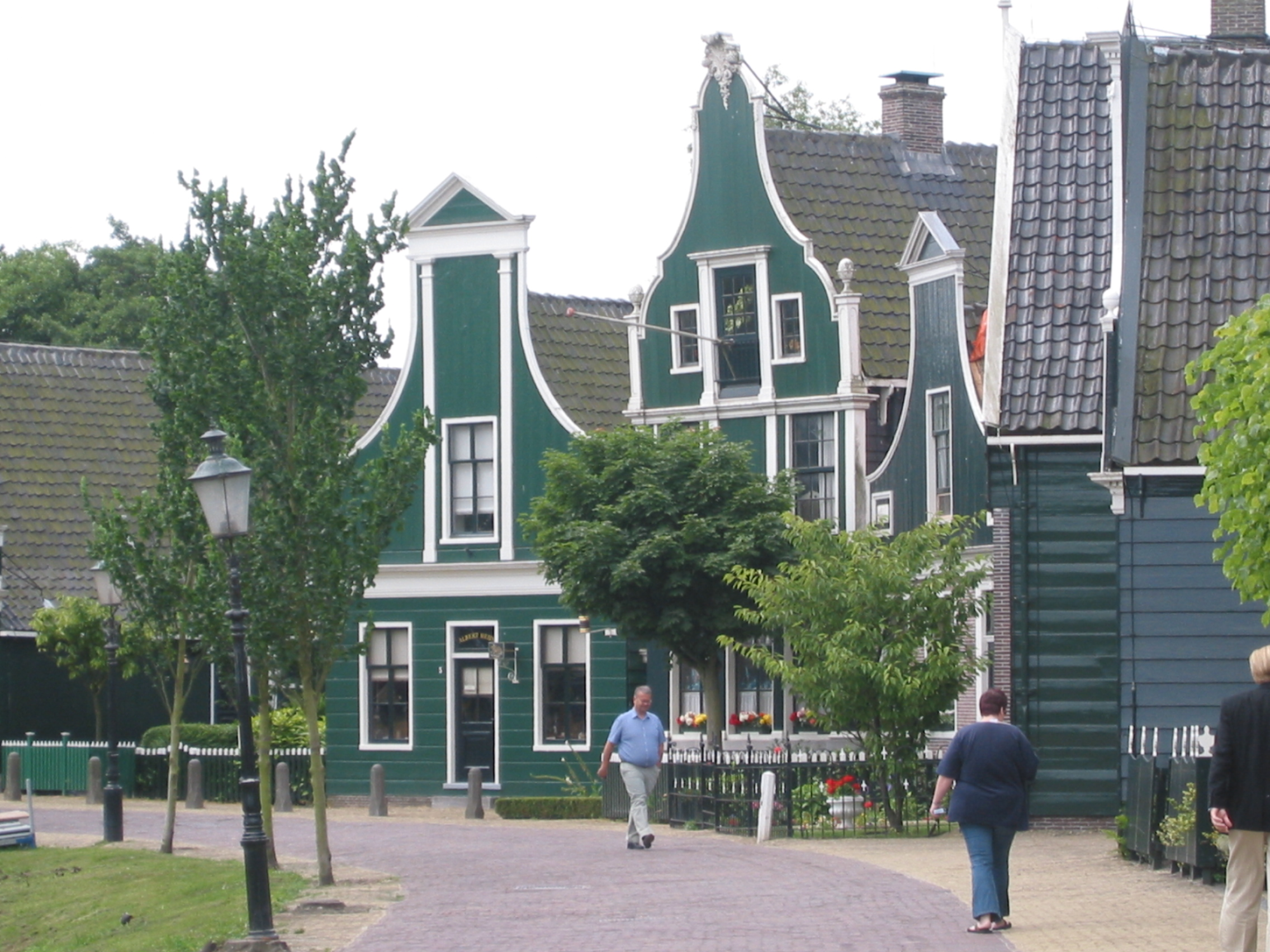
Links de replica van de eerste Albert Heijn-winkel
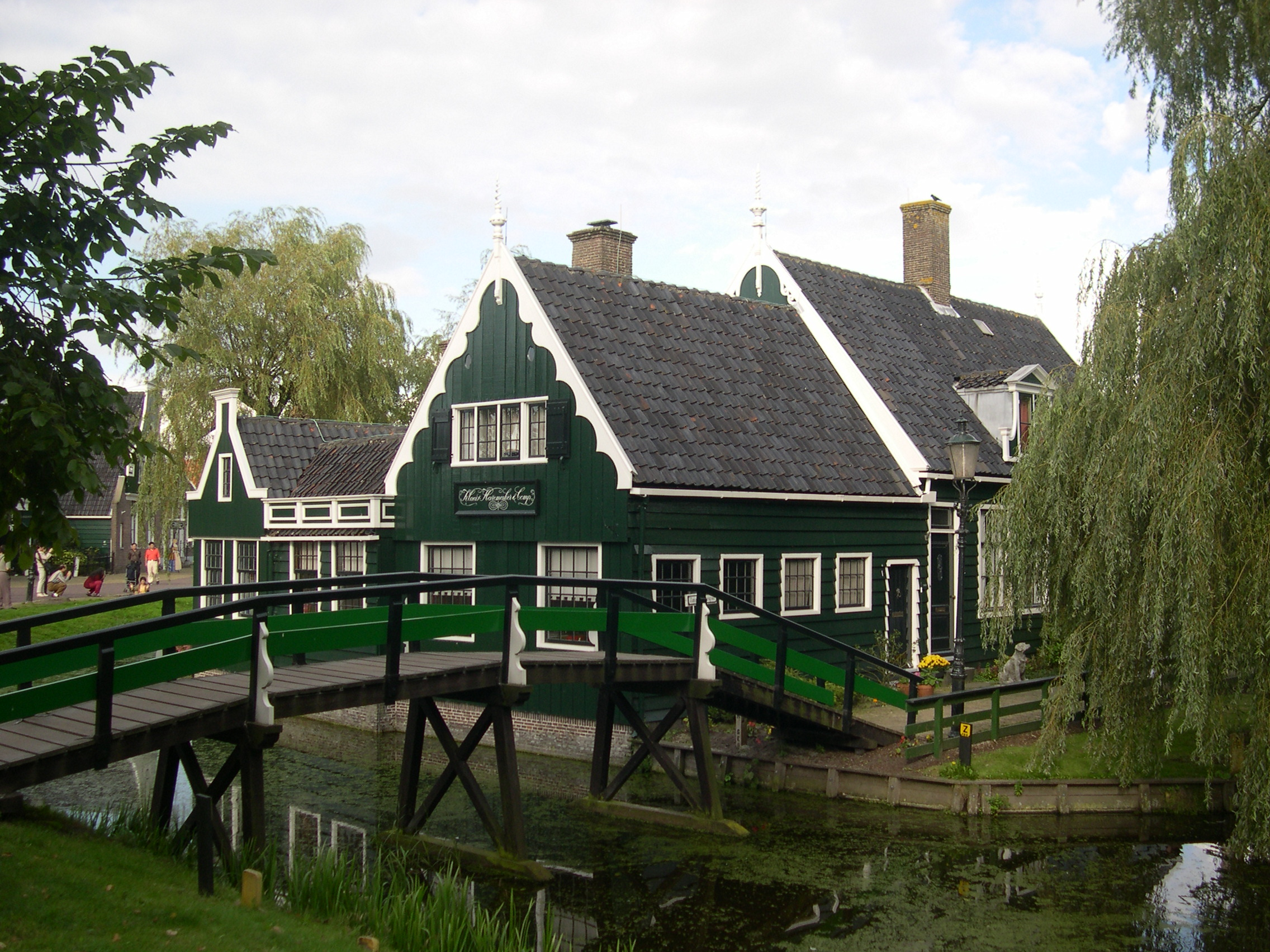
Typisch Zaanse huizen
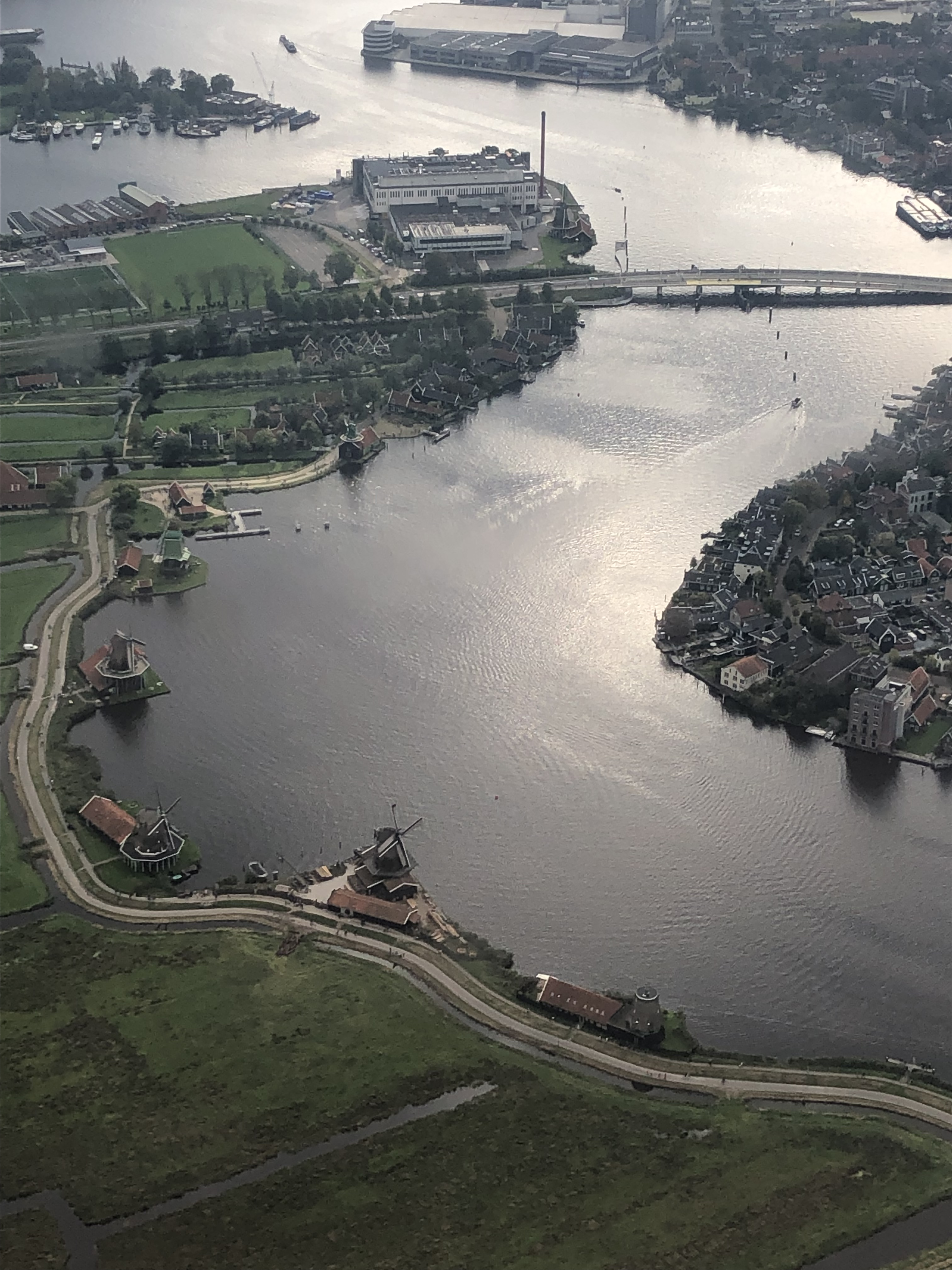
De Zaanse schans vanuit de lucht

## Trivia
- De Zaanse Schans wordt regelmatig gebruikt als filmlocatie. Zo werden er opnames gemaakt op de Kalverringdijk en in het kruidenierswinkeltje van Albert Heijn voor de aflevering Tante Truus voor de serie Tita Tovenaar (1972-1974). In augustus 1977 werden er opnames gemaakt voor de serie Pipo de Clown (Pipo en de noorderzon) op de Zaanse Schans en bij De Gekroonde Poelenburg. Er worden niet alleen opnames voor televisieseries gemaakt, de Zaanse Schans wordt ook als filmlocatie gebruikt voor videoclips zoals Viva viool van K3. In het kader van de landelijke intocht van Sinterklaas werden er in 2018 verschillende afleveringen van het Sinterklaasjournaal opgenomen.
- De plaatselijk in ere gehouden derde Pinksterdag herinnert volgens de lokale folklore aan de slag tegen de Spaanse troepen die met Pinksteren in 1574 op de Schans is geleverd. Of de herkomst van de Zaanse derde Pinksterdag echt verband houdt met deze veldslag is niet heel zeker. Elders in Nederland (met name in Zeeland) kent men namelijk ook een derde Pinksterdag, die samenvalt met diverse plaatselijke voorjaarsfeesten.
- Een typisch Zaanse lekkernij is de duivekater, een rond, zoet witbrood. In het bakkerijmuseum In de Gecroonde Duyvekater worden duivekaters van twee verschillende Zaanse bakkers verkocht, beide naar ander recept.